# Oben ohne

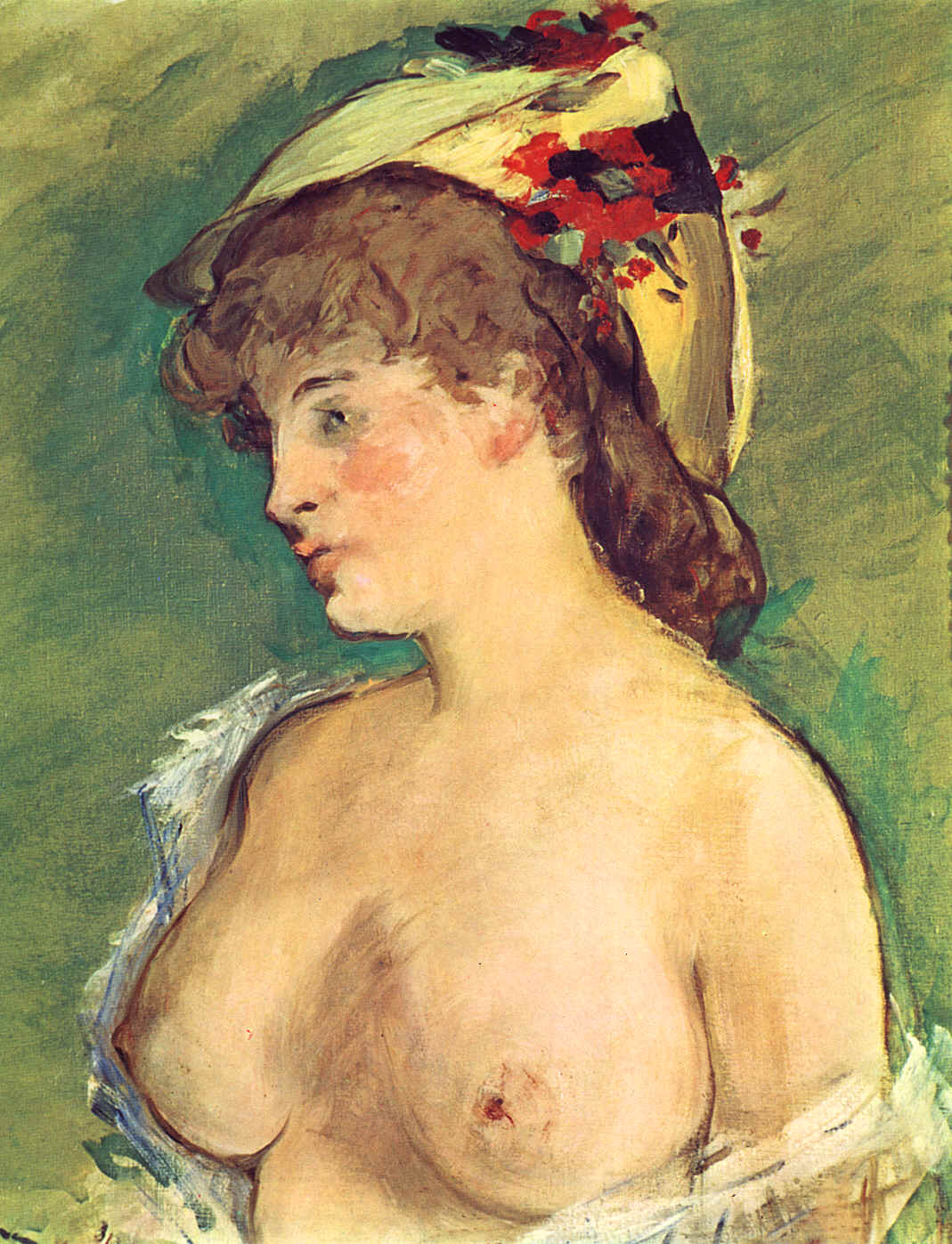
Darstellung des unbedeckten Oberkörpers in der Kunst: Édouard Manet – Blonde Frau mit nackten Brüsten (1878)

Als oben ohne bezeichnet man in der deutschen Sprache umgangssprachlich das Zeigen des nackten, in der Regel weiblichen Oberkörpers. Andere umgangssprachliche Bezeichnungen sind busenfrei, barbusig, brustfrei und barbrüstig. Abzugrenzen ist oben ohne von Nacktheit, bei der der gesamte menschliche Körper unbedeckt ist.

## Geschichte

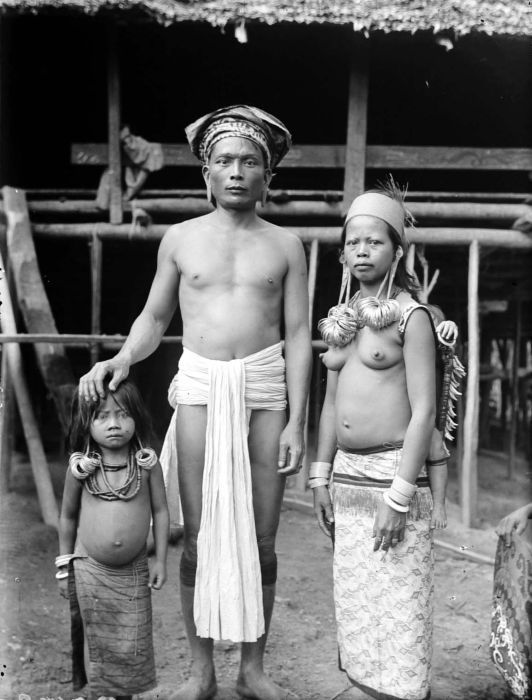
In zahlreichen außereuropäischen Kulturen war die unbekleidete Brust bei Männern wie Frauen eine Normalität: Dayak auf Borneo, ca. 1925

Die Einstellung zur Sichtbarkeit der weiblichen Brust in der Öffentlichkeit hat sich in den verschiedenen Kulturen und im Laufe der Zeit stark verändert. Das Fehlen von Kleidung oberhalb der Taille, sowohl für Frauen als auch für Männer, war in den traditionellen Kulturen Amerikas, Afrikas, Australiens und der pazifischen Inseln bis zur Ankunft der christlichen Missionare die Norm, und ist es noch in vielen indigenen Kulturen. Diese Praxis war auch die Regel in verschiedenen asiatischen Kulturen vor der muslimischen Expansion im 13. und 14. Jahrhundert.
Auch in anderen Epochen – so zum Beispiel in der minoischen Kultur und nach der Französischen Revolution – gab es immer wieder die Mode, die Brüste nicht zu bedecken.
Im Sportunterricht wurde das Turnen mit freiem Oberkörper auch für Mädchen in den 1920er Jahren propagiert.
In neuerer Zeit wurde der Begriff auf Bademoden beschränkt. So entwarf der österreichische Modemacher Rudi Gernreich 1964 in den Vereinigten Staaten die „Oben ohne“-Bademode als eine Weiterentwicklung des Bikinis – die Präsentation des Entwurfs am 30. Juni am Strand von Chicago wurde nach drei Minuten durch 15 Polizisten beendet.
Das Baden mit Höschen, aber ohne Bikini-Oberteil wurde an den öffentlichen Stränden Europas im Laufe der 1970er Jahre mehr und mehr toleriert. Vorreiter war dabei die Avantgarde zum Beispiel an Stränden von Saint-Tropez (Frankreich) oder Ibiza (Spanien) bereits in den 1960er Jahren. 

## Situation in der Gegenwart

### Strand und Sonnenbaden

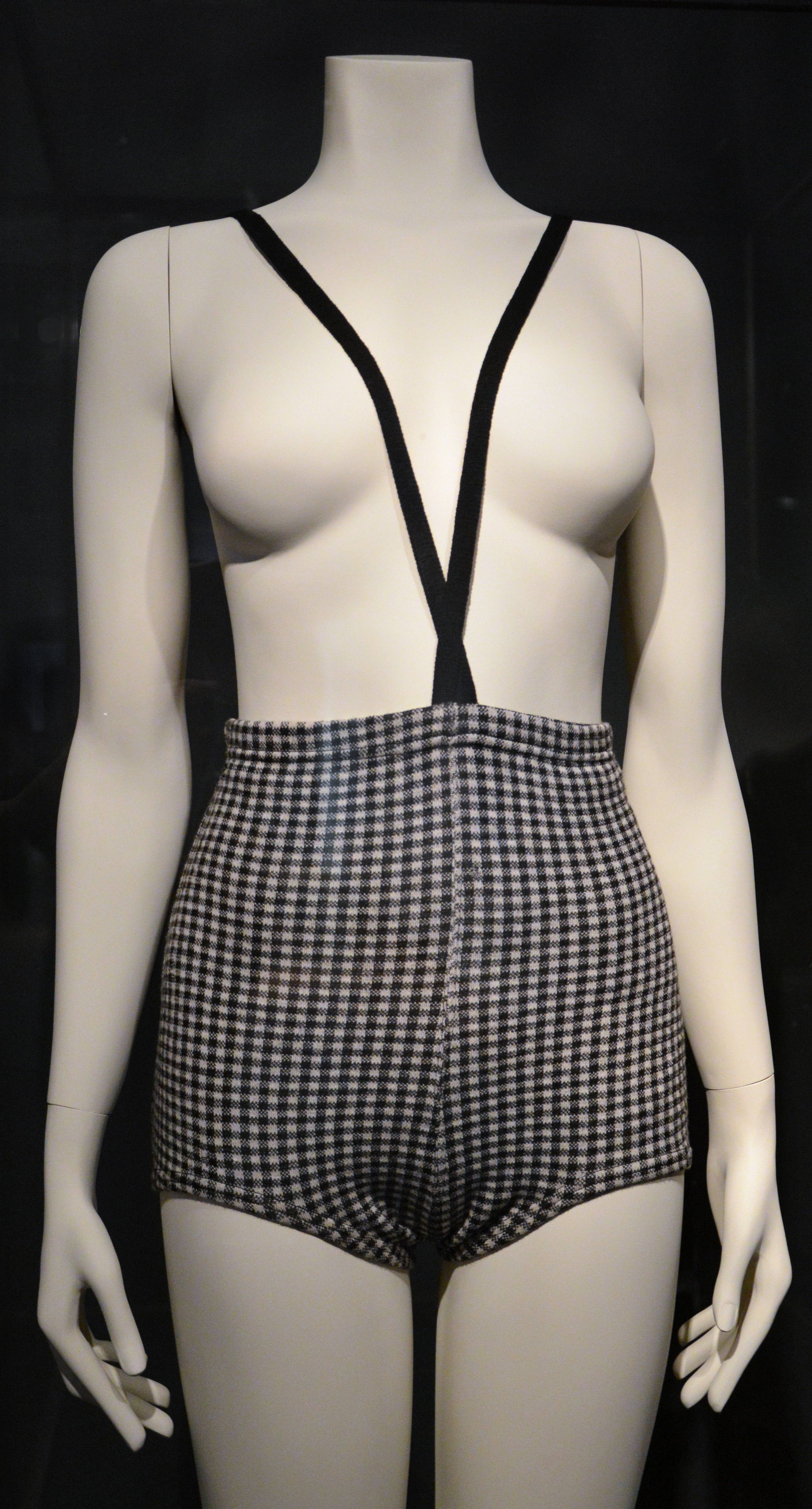
Rudi Gernreichs Original-Monokini von 1964, ein Oben-ohne-Badeanzug

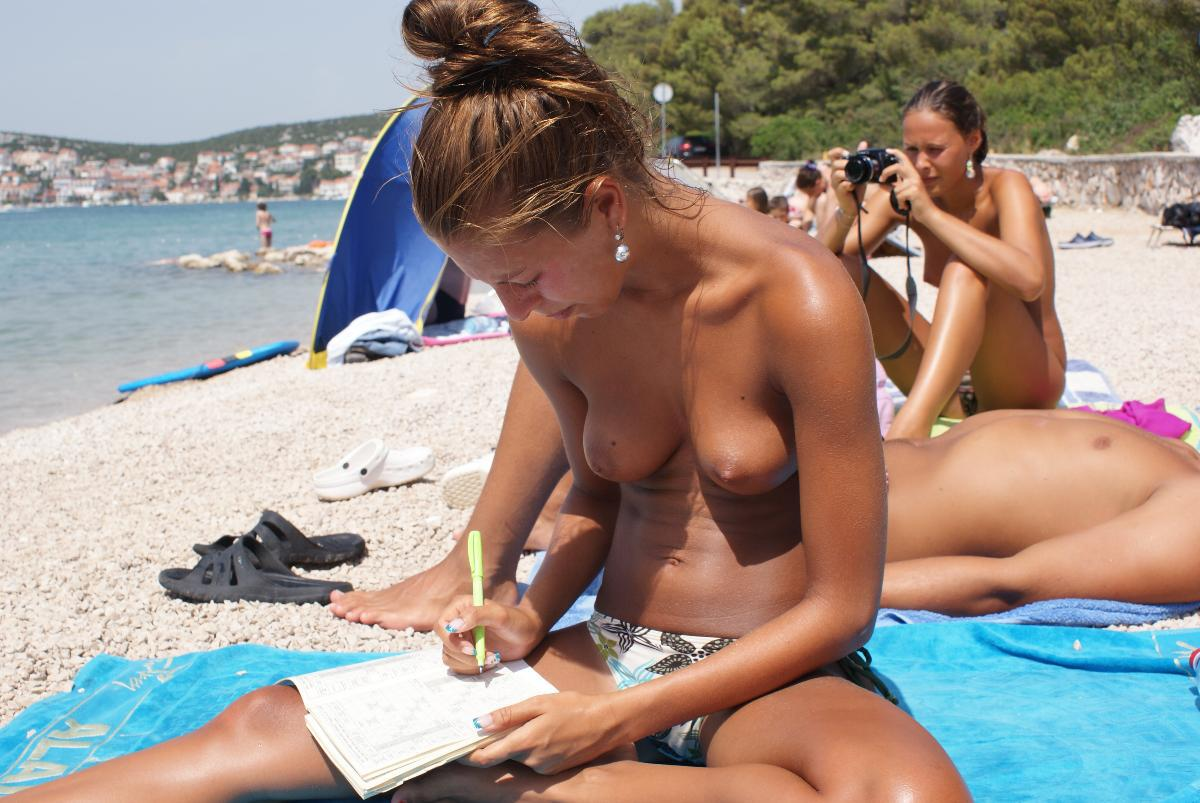
An vielen Stränden und Badestellen in Europa wird „oben ohne“ sozial akzeptiert

Seit den 1970er Jahren ist in Westeuropa oben ohne an den Stränden und öffentlichen Badestellen sowie in einigen wenigen Freibädern, außenliegenden Hotelpools und Parks geduldet, allerdings ist die Grenze zwischen Erlaubtem und Unerlaubtem bei diesem Thema regional unterschiedlich. So sind Bereiche im Englischen Garten in München für Oben-ohne und Textilfreiheit bekannt. Seit den 1990er Jahren wird beobachtet, dass oben ohne seltener geworden ist: in Bädern allenfalls noch gelegentlich beim Sonnenbaden, hingegen beim Schwimmen, Herumgehen, auf Sportplätzen oder in Gastronomiebetrieben faktisch nicht mehr.
Gründe für oben ohne sind unter anderem der Wunsch nach vollständiger Bräunung oder gesundheitliche Gründe (beispielsweise geringere Erkältungsgefahr durch weniger nassen Stoff) und das Gefühl der Freiheit.
Vor allem in außereuropäischen Ländern gibt es sittliche oder ästhetische Bedenken. In Ländern, in denen Religion eine große Rolle spielt, insbesondere in der arabischen Welt, sind oben ohne und Nacktheit verboten. In der DDR wurde öffentliche Nacktheit über viele Jahre trotz Verbote gelebt, in Kuba gilt oben ohne als Zeichen westlicher Dekadenz.

### In anderen öffentlichen Kontexten

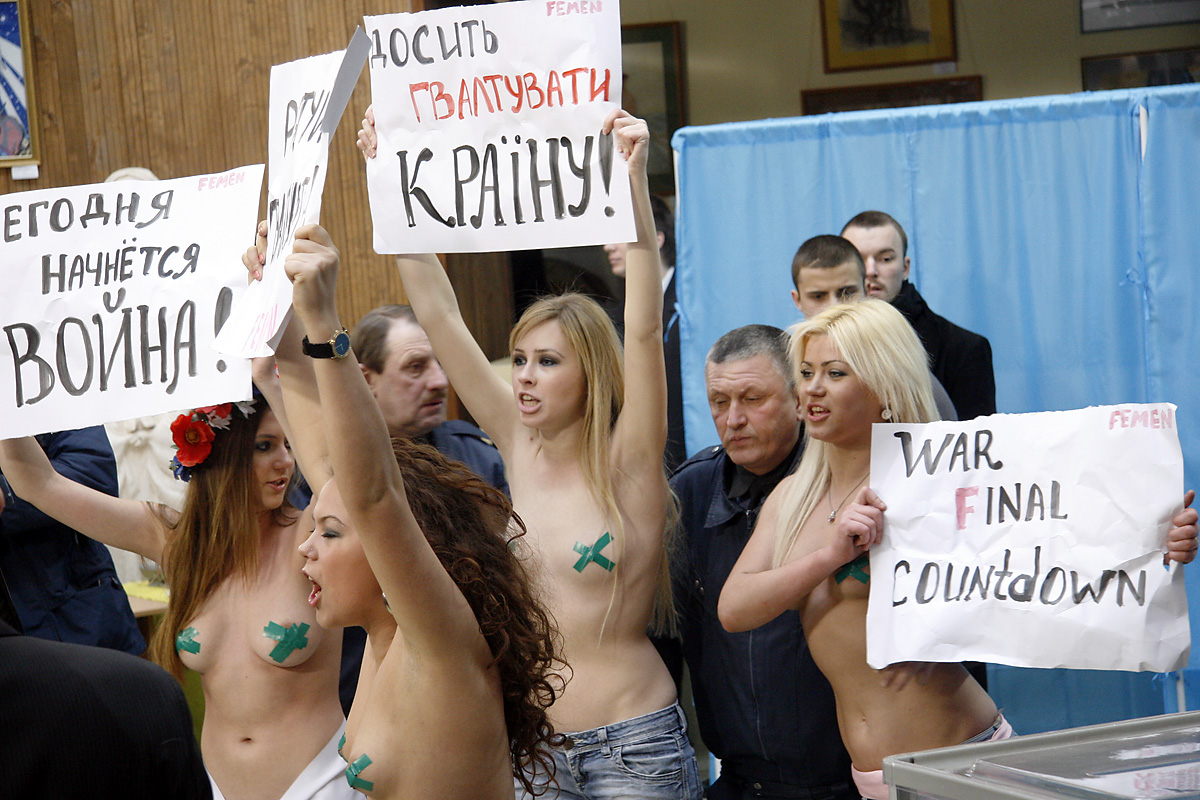
Protestierende Mitglieder der ukrainischen Frauenorganisation Femen

Außerhalb von Stränden und Badestellen ist oben ohne im europäisch-westlichen Kulturkreis kaum verbreitet. Es wird als Form des öffentlichen Protests eingesetzt, so auf Demonstrationen. 1968 ließen Frauen in einem Gerichtssaal ihre Oberbekleidung fallen, um gegen die „Klassenjustiz“ zu protestieren. Am 22. April 1969 kam es in der Johann Wolfgang Goethe-Universität Frankfurt am Main zum sogenannten Busenattentat auf Theodor W. Adorno.
Seit 2010 protestieren Mitglieder der ukrainischen Frauenbewegung Femen oben ohne u. a. gegen Sextourismus.

## Geschlechtsspezifische rechtliche Einschränkungen

### Vereinigte Staaten von Amerika
In vielen Bundesstaaten ist es für Frauen verboten, sich „oben ohne“ in der Öffentlichkeit zu zeigen.
Eine Ausnahme ist New York. 1992 hat das höchste Gericht im Staat geurteilt, dass sich jede Frau dort „oben ohne“ zeigen darf, zu jeder Zeit und überall.

### Europa

#### Deutschland
In Deutschland sind die öffentliche Nacktheit und damit die Nacktheit der Brüste – wie in den meisten Ländern – nicht explizit verboten. Durch gerichtliche Entscheidungen ist die „Nacktheit in Strandnähe“ in Deutschland faktisch legalisiert und überwiegend toleriert.
Die Nacktheit in freier Natur gilt als juristischer Grenzfall – faktisch kommt es darauf an, ob jemand behauptet, belästigt zu werden und deswegen Strafverfolgung verlangt. Obwohl keine Gesetze vorliegen, die „oben ohne“ verbieten würden, kommt es regelmäßig zu Aufforderungen von Sicherheitsdiensten und Ordnungsämtern, die Brüste zu bedecken. Berufen wird sich dabei in der Regel auf § 118 Ordnungswidrigkeitengesetz, „Belästigung der Allgemeinheit“, welcher als sogenannter „Gummiparagraph“ Anwendung findet. Im Fall von Grünanlagen oder Freibädern, die zu einer Kommune oder einem privaten Unternehmen gehören, kommt das Hausrecht hinzu. Da in diesen Fällen oftmals von Frauen eine Bedeckung des Oberkörpers gefordert wird, von Männern hingegen nicht, werden diese Regelungen zunehmend als diskriminierend empfunden (siehe unten).
Im Sommer 2021 stießen mehrere öffentlich gewordene Fälle eine Debatte darüber an, ob und wann die weibliche Brust zu bedecken sei. Im Juni 2021 wurde eine Frau im Berliner Wasserspielplatz im Plänterwald aufgefordert ihr Oberteil wieder anzulegen. Später wurde ihr nach dem Landesantidiskriminierungsgesetz Recht gegeben und die Hausordnung dahingehend geändert. In Folge eines Hausverbots einer nicht-binären Person im Göttinger Badeparadies Eiswiese im August 2021 wegen unbedeckter Brüste waren Göttinger Schwimmbäder ab Mai 2022 die ersten, die zunächst testweise und nur wochenends das Oben-ohne-Baden für alle erlaubten, ehe dies seit September 2022 dauerhaft gestattet wurde.
Seither ist der Aufenthalt ohne Brustbedeckung Menschen aller Geschlechter in öffentlichen Schwimmbädern vieler Städte und Gemeinden explizit gestattet oder die bestehende Badeordnung wird dahingehend ausgelegt. So unter anderem in Aachen, Berlin, Bochum, Bonn, Dresden, Essen (Borbeck), Frankfurt am Main, Fulda, Gießen, Göttingen, Hamburg, Hannover, Köln, Konstanz, Leipzig, Leverkusen, Magdeburg, Marburg, München, Siegen, Solingen, Wiesbaden, Wörth am Rhein und Wuppertal.
Nacktheit in der eigenen Wohnung und auf dem eigenen Grundstück ist erlaubt, unabhängig von Einsehbarkeit oder Sichtschutz. Sie ist untersagt, wenn sie mit Exhibitionismus oder sexuellen Handlungen verbunden ist.

#### Österreich
In Österreich ist oben ohne erlaubt, wird jedoch zunehmend selten praktiziert. An einigen Kärntner Seen, am Pleschinger See in Oberösterreich, an Baggerseen oder am Bodensee und in manchen Wiener Freibädern (wie der Alten Donau oder dem Gänsehäufel) wird oben ohne noch praktiziert. Das städtische Krapfenwaldlbad war 1979 testweise Wiens erstes oben-ohne-Bad, 1981 folgte das Gänsehäufel. 1982 wurde oben ohne dann in zwölf der sechzehn kommunalen Sommerbäder Wiens, einem in Innsbruck, einem in Klagenfurt und in drei Linzer Bäder erlaubt. Dies führte zu großem Medieninteresse und vielen Diskussionen.

#### Polen
In Polen wird oben ohne an den Stränden teilweise von Amts wegen verfolgt, ohne dass es Geschädigte (belästigte Personen) gibt. Nach dem polnischen Vergehensgesetzbuch (kodeks wykroczeń) können Ungehörigkeitsvergehen mit Arrest, einer Geldbuße von bis zu 1.500 PLN (ca. 350 €) oder einer Rüge geahndet werden. Üblicherweise wird durch die Polizei Verwarnungsgeld erhoben; bei Nichtannahme des Strafzettels wird ein Strafverfahren eingeleitet. Im Jahr 2008 kam es in einem Präzedenzfall in der ersten Instanz zur Verurteilung von zwei oben ohne badenden Frauen wegen Ungehörigkeitsvergehen mit der Begründung, dass „die öffentliche Nacktheit einen Normbruch in unserer Gesellschaft“ darstelle. Infolge der Berufung und nach der Intervention des Beauftragten für Bürgerrechte wurden diese Anfang 2009 freigesprochen.

#### Spanien
An Spaniens Küsten und auf den spanischen Inseln ist oben ohne überall erlaubt. Wenn weder ein Gesetz noch eine kommunale Verfügung die Nacktheit im öffentlichen Raum verbietet, kann Nacktheit in der Öffentlichkeit nicht sanktioniert werden.

### Widerstand gegen Ungleichbehandlung

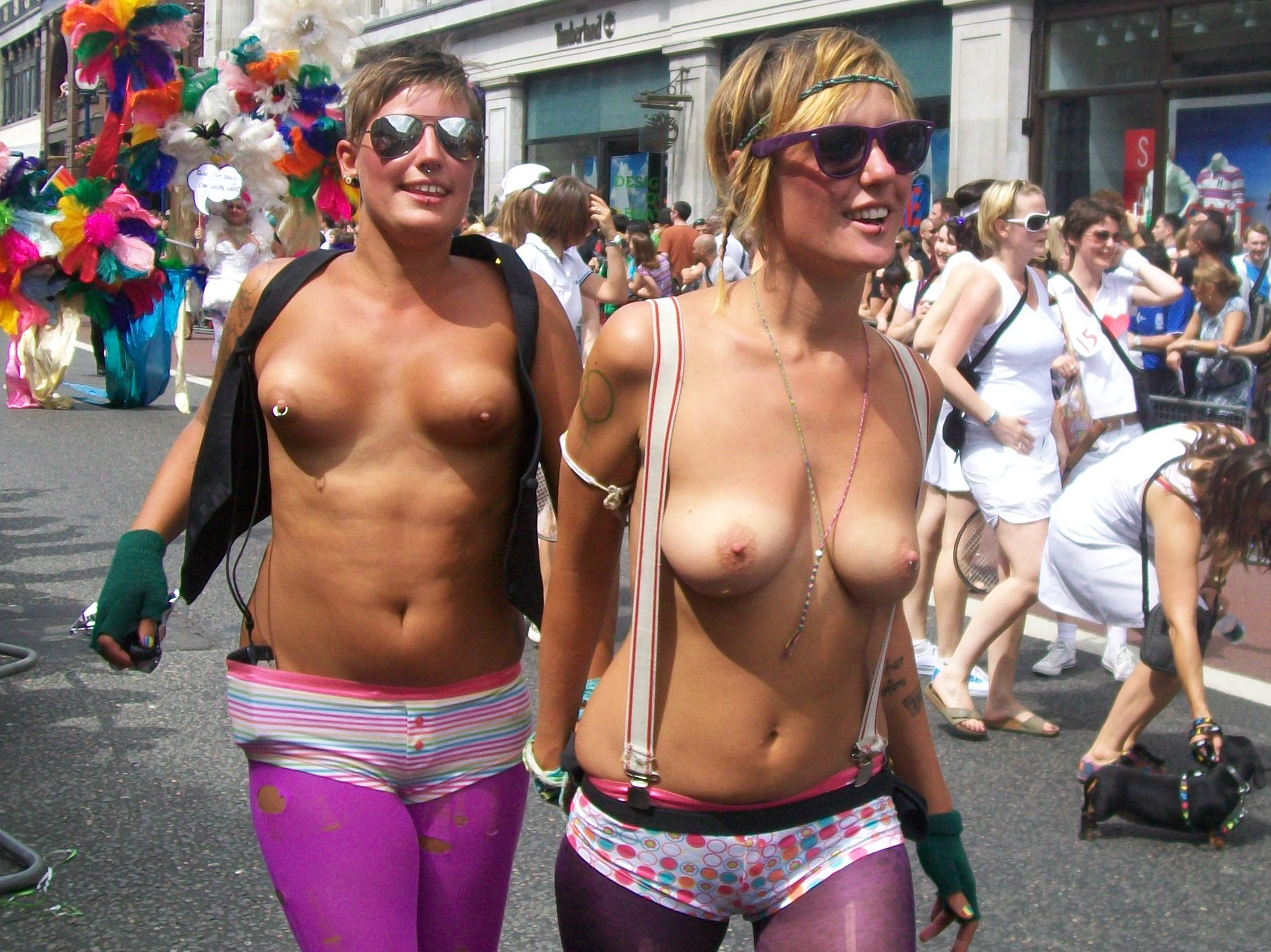
Pride Parade London (2009)

Im angloamerikanischen Raum ist oben ohne bei Frauen entweder als sozial inakzeptabel deklariert oder sogar bei Strafe verboten, dies gilt mitunter sogar für den Strand. Aber auch in Kontinentaleuropa existieren Situationen, in denen ein freier männlicher Oberkörper als akzeptabel angesehen wird, wohingegen dies bei Frauen nicht toleriert wird. Gegen diese Praxis formiert sich in jüngster Zeit Widerstand von verschiedenen Gruppen, die, insbesondere in den USA unter der Sammelbezeichnung „topless equality“ bzw. „topfreedom“, für eine Gleichbehandlung vor dem Gesetz eintreten. Die Forderung lautet dabei, dass es Frauen überall dort gestattet sein muss, sich oben ohne zu bewegen, wo Männer dies auch dürfen. Mit der Kampagne Free The Nipple wird ausgehend von den USA gefordert, dass Frauen, so wie Männer, ihre Brustwarzen legal in der Öffentlichkeit zeigen dürfen. Seit 2011 gibt es in New York die Outdoor Co-ed Topless Pulp Fiction Appreciation Society, eine Gruppe von Frauen, die Treffen in der Öffentlichkeit abhalten, um oberkörperfrei Literatur zu konsumieren und zu diskutieren sowie auf das in New York City verbriefte Recht, als Frau barbusig zu sein, hinzuweisen.
In Schweden formierte sich 2007 die neo-feministische Bewegung Bara Bröst, um das Oben-ohne-Baden auch in Schwimmbädern durchzusetzen. Mit ähnlichen Zielen tritt in den USA die topfreedom-Bewegung an: Sie kritisiert die Ungleichbehandlung von Frauen und Männern hinsichtlich der Oben-ohne-Gesetzgebung. Wie in vielen anderen Ländern ist es Männern in vielen Kontexten erlaubt und sozial akzeptiert, sich in dieser Form öffentlich zu zeigen, wohingegen es Frauen bei Strafandrohung verboten ist. Gegen diese Form der Diskriminierung werden Demonstrationen und Veranstaltungen organisiert sowie Öffentlichkeitsarbeit betrieben.
In Berlin kam es 2021 zu Protesten gegen die Ungleichbehandlung des freien Oberkörpers beider Geschlechter in der Öffentlichkeit. Auslöser der Aktionen war die Solidarisierung mit einer Frau, die von der Polizei gezwungen wurde, ihre Brüste zu bedecken. Sie hatte sich in der „Plansche“ im Plänterwald oben ohne gesonnt – ebenso wie zahlreiche Männer, welche diese Aufforderung nicht erhielten und von der Polizei unbehelligt blieben. Die Berliner SPD-Politikerin Ana-Maria Trăsnea meinte zu dem Vorfall: „Die weibliche Brust wird von Gerichten als sekundäres Geschlechtsmerkmal gesehen und sexualisiert. Die Rechtssprechung ist dann so, dass die weibliche Brust versteckt werden muss. Diese Rechtsauslegung stammt aus einer Zeit, in der mehr Richter als Richterinnen für die Gesetzesauslegung verantwortlich waren.“ Man müsse nun „auf diese unterschiedliche Behandlung aufmerksam machen, damit für Sicherheitspersonal sowie Richterinnen und Richter klar ist: oben ohne sonnen ist keine Belästigung der Allgemeinheit“. Vergleichbar äußerte sich Marcel Luthe von den Freien Wählern: „Der Gleichbehandlungsgrundsatz aus Artikel Drei des Grundgesetzes bindet jedes öffentliche Handeln, auch der Polizei oder anderer auf einer bezirkseigenen Fläche“. Wer das missachte, diskriminiere nach Ansicht des Politikers. Und sei damit „ganz klar ein Fall für das Landesantidiskriminierungsgesetz“. Die Frau erhob vor dem Landgericht Berlin eine auf das Landesantidiskriminierungsgesetz gestützte Klage, die am 14. September 2022 abgewiesen wurde. Gegen das Urteil legte sie Revision beim Kammergericht ein. Im Dezember 2023 erkannte das Land Berlin die Diskriminierung an. Anfang 2024 sprach das Kammergericht der Frau ein Schmerzensgeld von 750 € nebst Zinsen zu; allerdings muss sie die gesamten Prozesskosten tragen, da sie 10.000 € gefordert hatte. Das Kammergericht berücksichtigte als schmerzensgeldmindernd, dass die Frau bewusst eine Konfrontation herbeigeführt habe.

## Kulturelle Rezeption

### Bildende Kunst

Die Freiheit führt das Volk (Gemälde von Eugène Delacroix)

Die Darstellung von Frauen mit unbekleidetem Oberkörper folgt einer langen Tradition in der europäischen Kunst und reicht bis auf die griechische Antike zurück. Insbesondere mit der Renaissance und der damit einhergehenden Wiederentdeckung antiker Ideale kam es zur gehäuften Darstellung nackter und halbnackter Frauen in Malerei und Skulptur (siehe dazu auch Akt (Kunst)). In Eugène Delacroixs Werk Die Freiheit führt das Volk ist die Barbusigkeit Ausdruck von Freiheit und des Abwerfens von Zwang und Unterdrückung.

### Musik
Rainhard Fendrich verarbeitete in seinem Sommerhit „Oben ohne“ das Thema.

### Werbung und Medien
- Der Begriff oben ohne wird in der Werbung im übertragenen Sinn verwendet, etwa in der Werbung für Cabrios oder Mittel gegen Haarausfall. Auch bei Warnungen vor Fahrradfahren oder Skifahren ohne Helm ringt man mit oben ohne um Aufmerksamkeit.
- In Film, Fernsehen, Zeitschriften und Zeitungen finden sich häufig Bilder von barbusigen Frauen, wie das tägliche Page-3-Girl vieler Boulevard-Zeitungen.